# Transport radioaktiver Abfälle in Deutschland

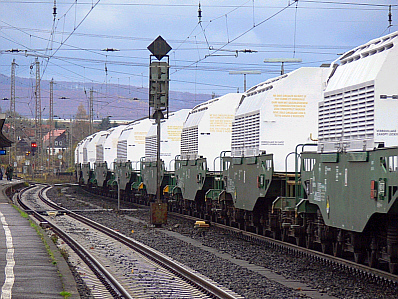
Transportbehälter auf dem Weg nach Gorleben (9. November 2008)

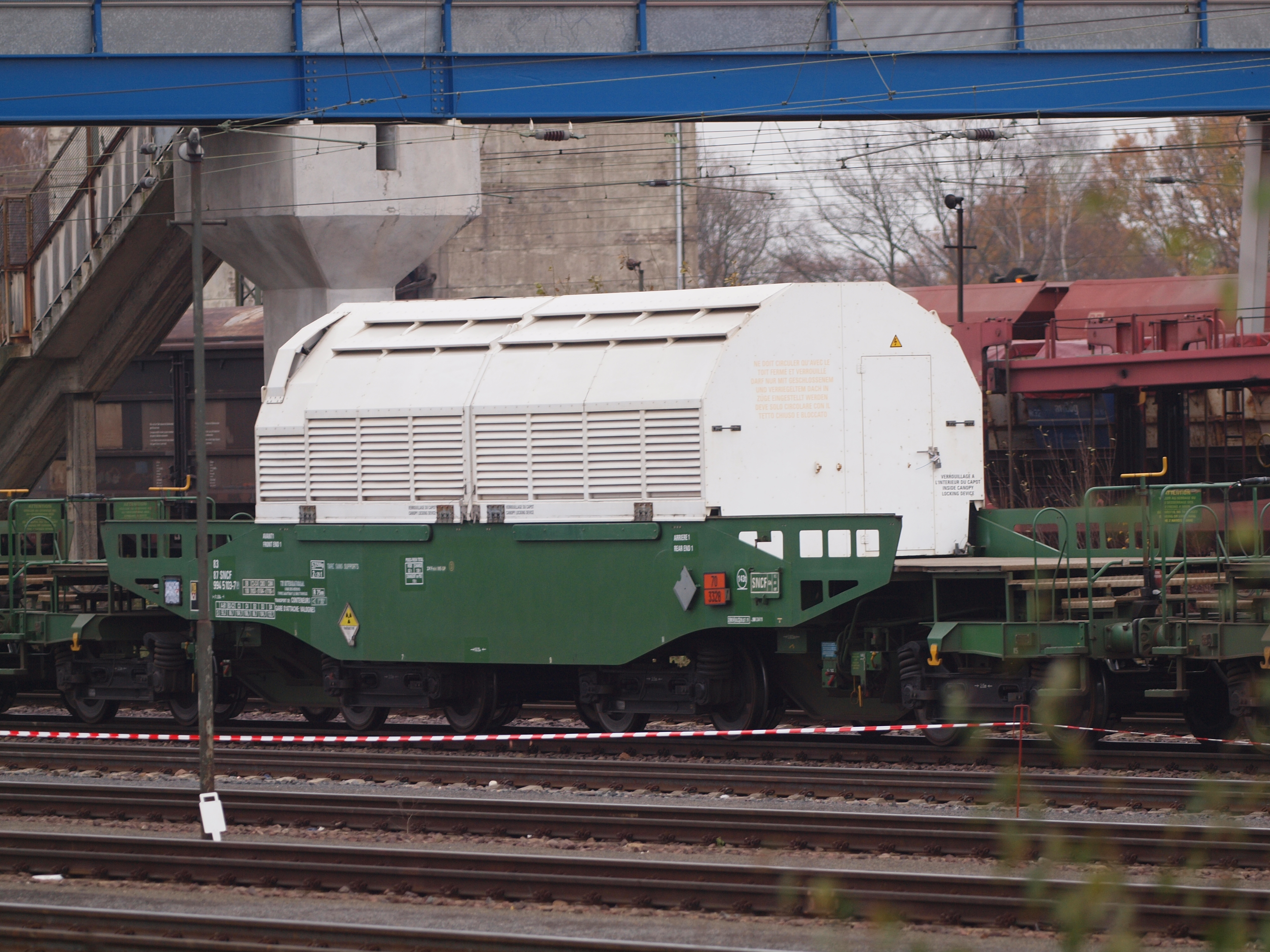
Ein Waggon des Atommülltransports von La Hague ins Zwischenlager Gorleben am 26. November 2011

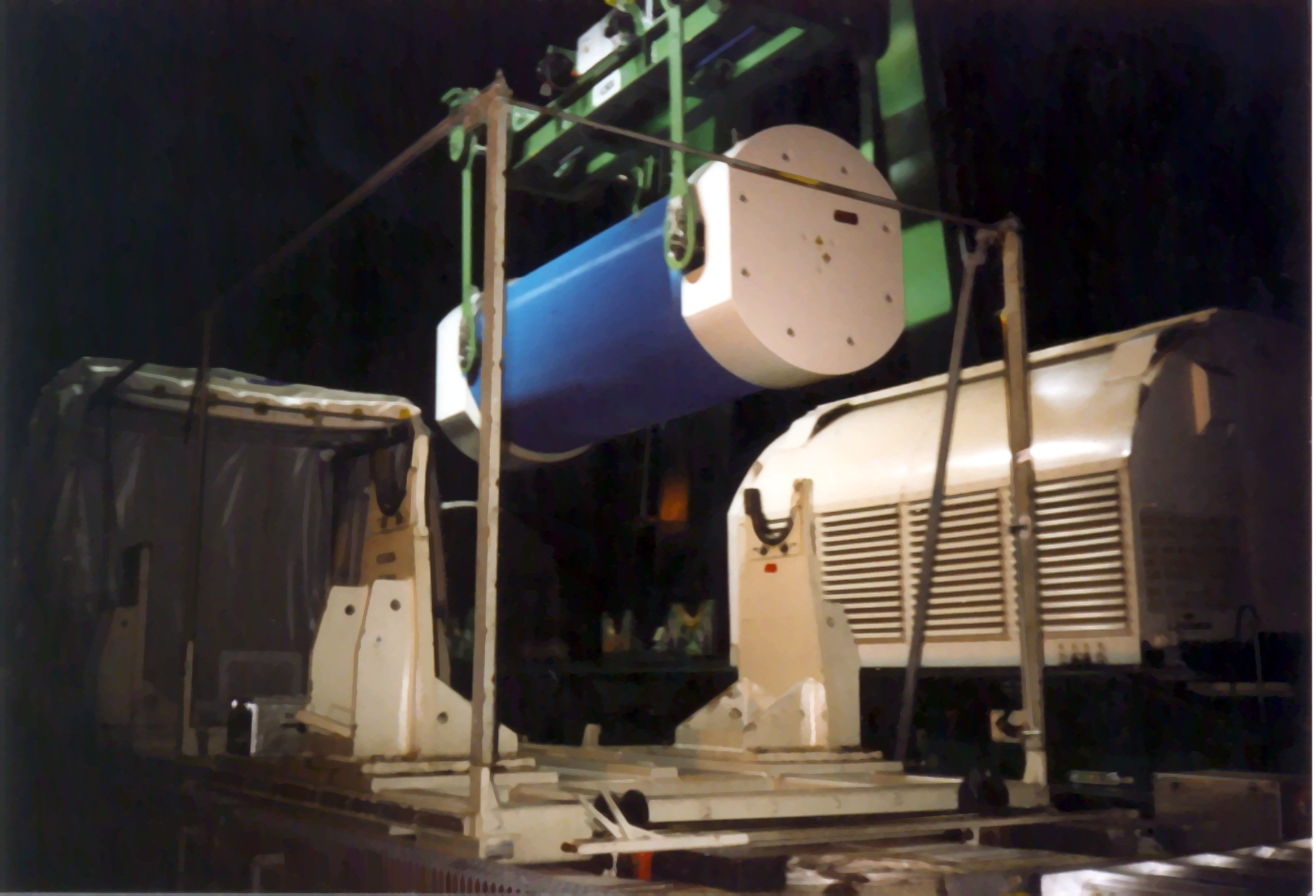
Umladung an der Verladestation Dannenberg (März 2001)

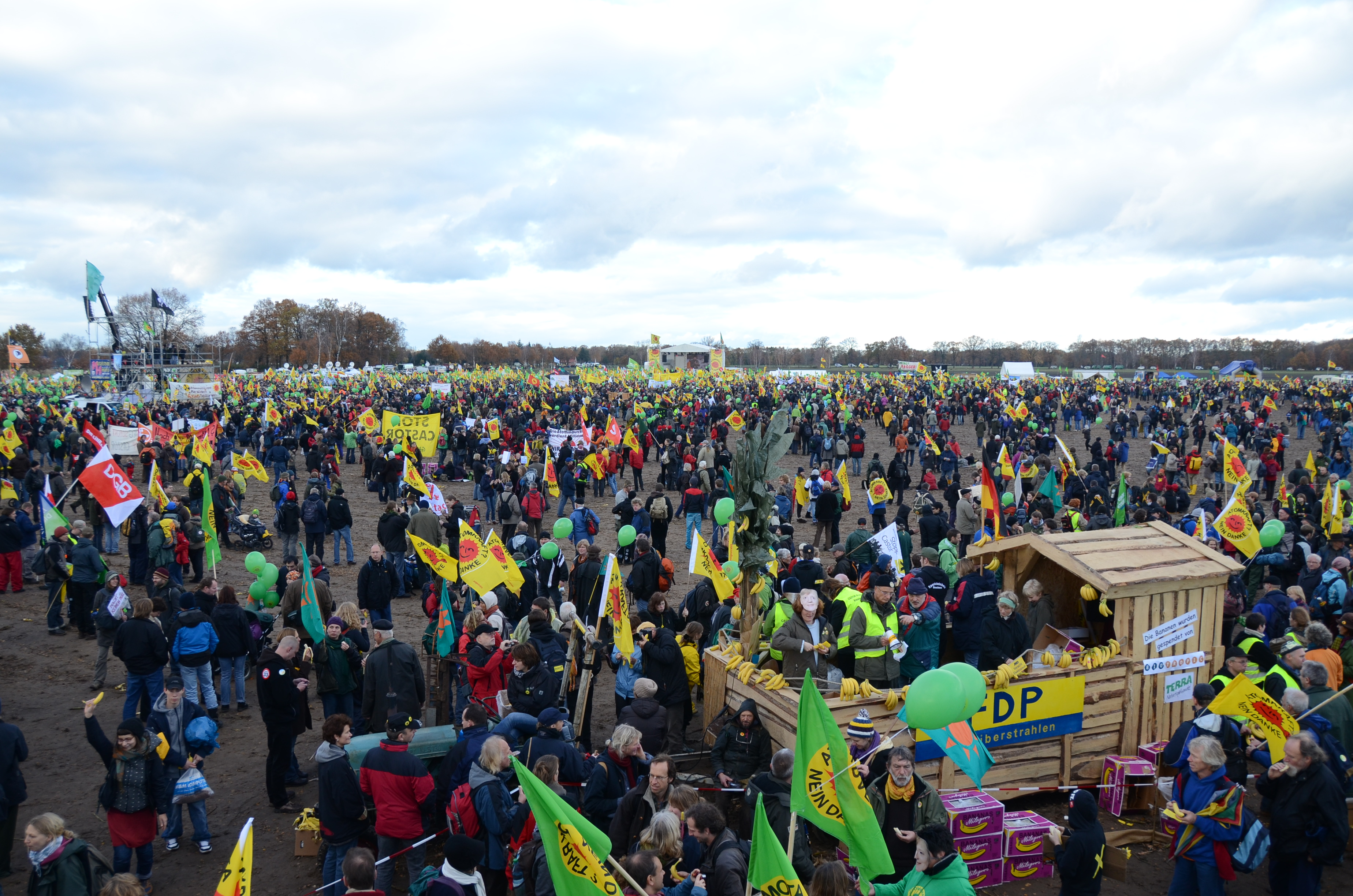
Anti-Castor-Demonstration in Gorleben 2010

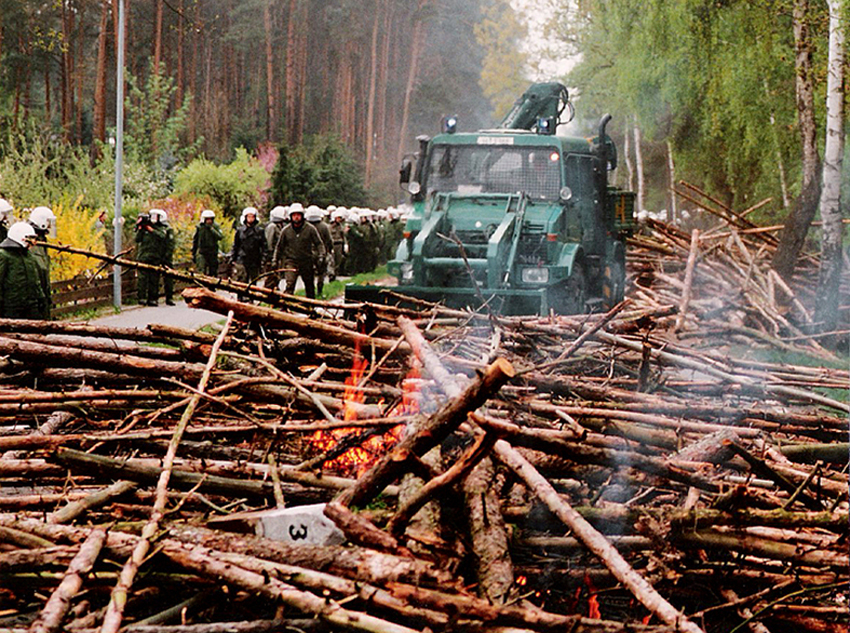
Räumung der von Demonstranten errichteten Blockaden gegen den Transport auf der Straße nach Gorleben (1996)

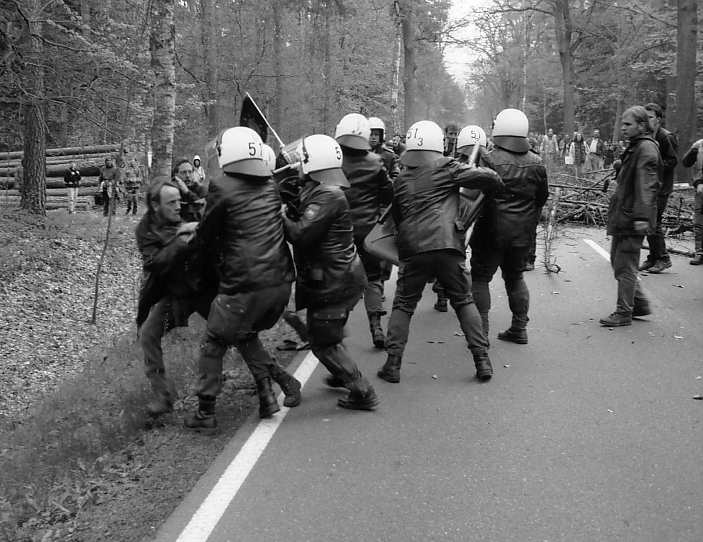
Ausschreitungen bei einer Demonstration gegen den Castor-Transport, bei Gorleben 1996

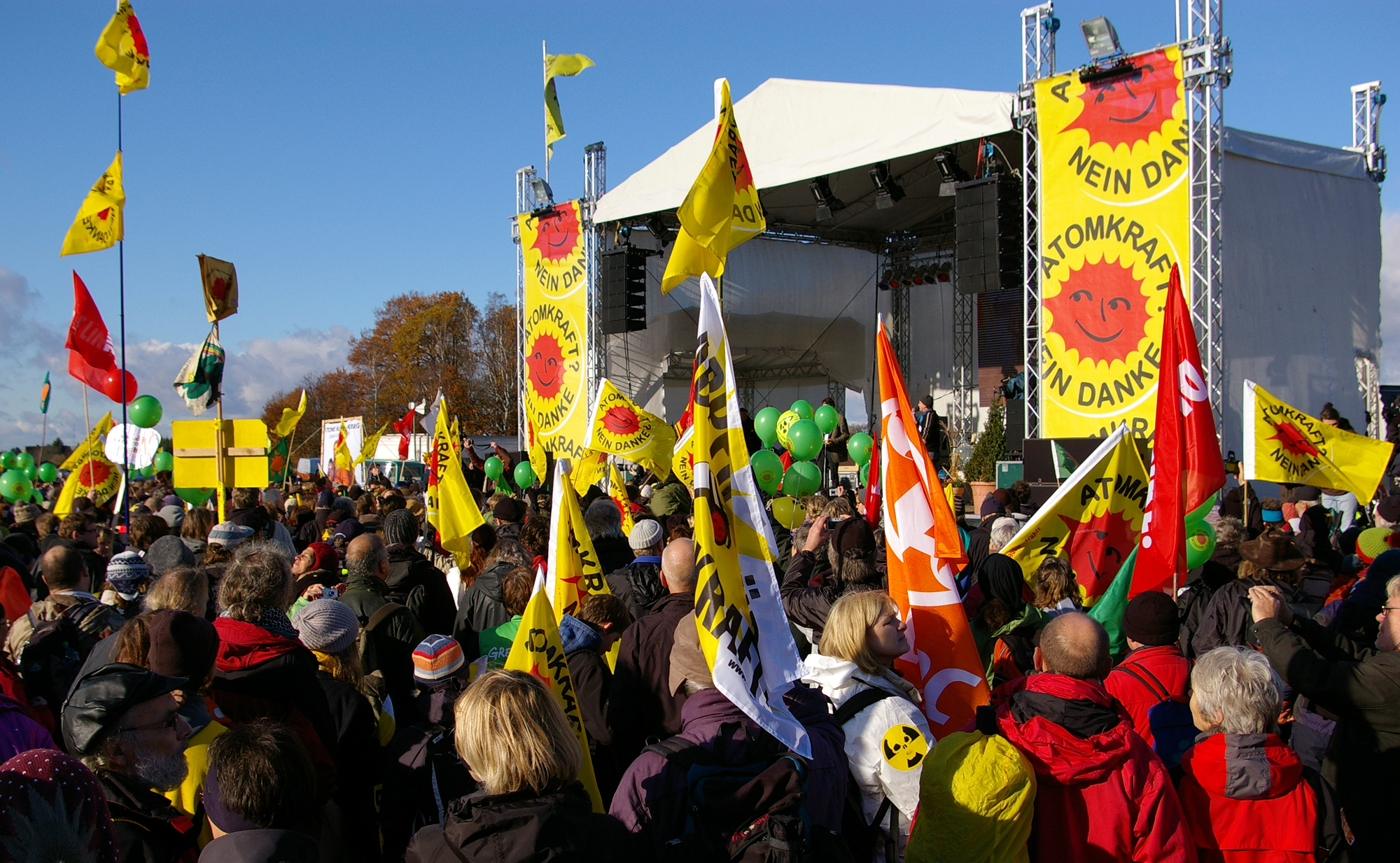
Großkundgebung bei Splietau 2010

Transporte radioaktiver Abfälle in Deutschland finden für die Aufbereitung und die Zwischenlagerung statt. Die Transporte werden regelmäßig von Demonstrationen begleitet. Darunter fallen insbesondere die Transporte abgebrannter Brennelemente aus deutschen Kernkraftwerken zur Wiederaufarbeitung ins Ausland (La Hague, Frankreich, oder Sellafield, Großbritannien), die Rücktransporte der bei der Wiederaufarbeitung angefallenen radioaktiven Abfälle aus den Wiederaufarbeitungsanlagen nach Deutschland zur Zwischenlagerung (zum Beispiel ins Zwischenlager Ahaus oder ins Brennelemente-Zwischenlager Gorleben) sowie Transporte mit schwach- und mittelaktiven Abfällen zu Konditionierungseinrichtungen und Zwischenlagern. Transporte von Kernbrennstoffen und Großquellen machen nur etwa 0,1 % der Transporte radioaktiver Stoffe aus. Bei den beförderten Kernbrennstoffen handelt es sich überwiegend um unbestrahlte Vorprodukte zur Brennelement-Herstellung, wie UF6 und UO2-Pellets/-Pulver, sowie Brennstäbe und gebrauchsfertige Brennelemente. Transporte radioaktiver Abfälle finden dagegen äußerst selten statt und haben nur einen verschwindend geringen Anteil am gesamten Transportaufkommen.

## Genehmigung und Aufsicht
Für die Genehmigung von Atommülltransporten war bis 2016 das Bundesamt für Strahlenschutz (BfS) zuständig. Nach der Novellierung des Atomgesetzes im Jahr 2016 hat das Bundesamt für kerntechnische Entsorgungssicherheit (BfE), das 2020 in Bundesamt für die Sicherheit der nuklearen Entsorgung umbenannt wurde, die Genehmigung von nuklearen Transporten übernommen.
Die Behörde genehmigt Transporte nur dann, wenn bestimmte Vorschriften des Atomrechts und des Gefahrgutrechts eingehalten werden. Transportbehälter werden erst nach Prüfung durch das BfS zugelassen. Für die Aufsicht der Transporte sind die Landesbehörden zuständig. Das Bundesamt für Strahlenschutz richtet sich nach den Empfehlungen der Europäischen Kommission und der Internationalen Atomenergie-Organisation (IAEO) im Rahmen des EURATOM-Vertrags.

## Proteste
In Deutschland gibt es regelmäßig Demonstrationen der Anti-Atomkraft-Bewegung gegen den Transport von radioaktiven Abfällen, die von der Wiederaufarbeitungsanlage La Hague in Frankreich nach Deutschland zurückgebracht werden. In Zukunft sollen mit solchen Transporten auch Abfälle aus Sellafield, Großbritannien, zurückgeführt werden.
Die Kritik der Gegner richtet sich allerdings nicht generell gegen den Rücktransport des deutschen Atommülls nach Deutschland. Die Proteste wenden sich vor allem gegen die fortgesetzte Produktion von weiterem Atommüll und speziell gegen den geplanten Endlagerstandort Gorleben, der als ungeeignet angesehen wird. Aufgrund der vor Ort verankerten Protesttradition und des Symbolcharakters gibt es bei den Transporten zum Zwischenlager Gorleben stärkere Proteste als bei Transporten von Deutschland ins Ausland, die bis Mitte 2005 durchgeführt wurden.
Neben diesen Protesten kam es über die Jahre auch immer wieder zu Sabotageakten, die sich direkt oder indirekt gegen Atommülltransporte richteten. Dabei wurden beispielsweise Stellwerke, Eisenbahnfahrleitungen (mittels Hakenkrallen) und Achszähler sabotiert.

## Transporte in das Brennelemente-Zwischenlager Gorleben
Besonders stark betroffen von Protesten ist zum einen die Eisenbahnstrecke von Lüneburg bis zur Verladestation Dannenberg, zum anderen die Straßentransportstrecke. Von der Verladestation fahren die LKW bis zum Brennelemente-Zwischenlager Gorleben noch etwa 20 Kilometer über Landstraßen und durch Dörfer. Die Nordroute führt über Quickborn, Kacherien, Langendorf, Grippel, Pretzetze und Laase nach Gorleben, die Südroute von Dannenberg über Splietau, Gusborn, Pretzetze und Laase nach Gorleben. Die Transporte werden von einem großen Polizeiaufgebot begleitet.
Gegner der Transporte wurden von Polizei und Verfassungsschutz überwacht.

### Der Castor-Güterzug
Die zwischen 1996 und 2011 von der französischen Wiederaufbereitungsanlage La Hague kommenden Castor-Behälter wurden in der Areva-Verladestation Valognes auf die Güterwagen umgeladen. Von dort gelangten sie über die Eisenbahn-Grenzübergänge Kehl, Lauterbourg oder Forbach nach Deutschland. Insgesamt legten die Züge eine Wegstrecke von etwa 1200 Kilometern zurück. Die Bespannung des Castor-Zuges übernahmen in Deutschland auf dem gesamten Zuglauf bis zum Verladebahnhof Dannenberg in der Regel vier speziell ausgerüstete Diesellokomotiven der Baureihe 232.
Insgesamt acht dieser Lokomotiven wurden für diese Einsätze vorbereitet, beispielsweise durch die Möglichkeit, Schutzgitter vor den Fenstern anzubringen. Die Lokomotiven können auch unter abgeschalteter Oberleitung fahren und sind vor Wurfgeschossen geschützt. Hinter der Lokomotive bzw. den Lokomotiven folgten bis zu sieben Personenwagen, in denen Polizisten der Bundespolizei den Zug begleiteten. Anschließend folgten die Behälter mit dem atomaren Abfall auf Tiefladewagen. Dahinter folgten weitere Personenwagen sowie eine oder zwei weitere Lokomotiven. In dieser Formation konnte der Zug ohne größeren Rangieraufwand sowohl vorwärts als auch rückwärts fahren.
Die Transporte wurden von der NCS Nuclear Cargo+Service GmbH, einer Tochter der französischen Daher S.A., organisiert. Zur Überwachung der Strecke flog dem Zug in Deutschland häufig ein Hubschrauber voraus. Außerdem folgte dem Zug meist im Blockabstand ein Lokzug mit weiteren Diesellokomotiven als Reserve (Angstlok). Auf der Bahnstrecke Lüneburg–Dannenberg herrschte aufgrund der massiven Proteste gegen den Castor-Transport zu dieser Zeit im Personenverkehr Schienenersatzverkehr.

### Geschichte
Im April 1995 wurde der erste Castor-Transport in das Zwischenlager Gorleben durchgeführt. Bei diesem, wie bei allen weiteren, transportierte man die Castor-Behälter per Bahn bis zur Verladestation Dannenberg. Dort verlud man sie auf LKW, um sie über die Straße in das Zwischenlager Gorleben zu fahren. Der Transport wurde auf dem letzten Abschnitt im Landkreis Lüchow-Dannenberg von 4.000 Demonstranten begleitet, 7.600 Polizisten schützten den Transport. Der dritte Castor-Transport im Mai 1997 wurde von 30.000 Polizisten geschützt.
Im Frühjahr 1998 wurde bekannt, dass an mehreren Transportbehältern (keine Castor-Behälter) über Jahre hinweg aufgrund äußerer Kontamination Strahlung weit über den zulässigen Grenzwerten gemessen wurde. Daraufhin stoppte die damals amtierende Umweltministerin Angela Merkel im Mai 1998 die Transporte vorläufig. In den darauffolgenden Wochen wurde veröffentlicht, dass man im Umweltministerium und der zuständigen Abteilung für Strahlenschutz unter Leitung von Gerald Hennenhöfer seit Jahren von den erhöhten Strahlenwerten wusste. Dieser als Kontaminationsskandal bezeichnete Umgang mit der Atommüllfracht wurde weit über die Anti-Atomenergie-Bewegung hinaus kritisiert. So sprach etwa die Gewerkschaft der Polizei von menschenverachtendem Verhalten. Im Januar 2000 wurden die Castor-Transporte unter dem grünen Umweltminister Jürgen Trittin wieder aufgenommen.
Neben Sitzblockaden setzten die Atomkraftgegner immer wieder auf Barrikaden aus Traktoren, Baumstämmen und anderen Materialien sowie auf Ankettaktionen. So ketteten sich beispielsweise 2001 fünf Aktivisten aus dem wendländischen Widerstand sowie von Robin Wood bei Süschendorf an der Bahnstrecke Lüneburg – Dannenberg an einen im Gleisbett eingelassenen Betonblock. Eine ähnliche Aktion fand 2008 bei Berg an der Bahnstrecke Wörth–Strasbourg statt. Dort ketteten sich drei Demonstranten an. Beim selben Transport kletterten später drei Demonstranten auf den Zug mit den Containern. Mehrere Stunden Verspätungen entstanden durch eine Blockade, bei der sich jeweils vier Demonstranten an eine Betonpyramide auf der Straße angekettet hatten. 2004 kam es zu einem Todesfall auf dem französischen Teil der Transportstrecke.
Beim achten Castor-Transport von La Hague ins Zwischenlager Gorleben kam es bei einem Blockadeversuch am 7. November 2004 zu einem Unfall mit Todesopfer. In der Nähe von Avricourt (Lothringen), kurz vor der deutschen Grenze, wurde der 22-jährige Sébastien Briat vom Sog des nicht bremsenden Zugs auf die Gleisanlage geschleudert, wobei ihm beide Beine abgetrennt wurden. Der Lokführer konnte die Protestgruppe nicht rechtzeitig sehen, da die Aktion in einer Kurve stattfand. Noch vor Ort erlag Sébastien Briat seinen Verletzungen. Der Zug fuhr ohne Luftüberwachung, weil der einzige dafür eingesetzte Helikopter gerade nachtankte.
Im September 2005 wurde an fünf Behältern mit schwachradioaktiven Abfällen aus dem Kernkraftwerk Krümmel bei der Eingangskontrolle im Abfalllager Gorleben eine erhöhte Strahlung durch äußere Kontamination festgestellt. Die Werte überschritten den zulässigen Grenzwert von vier Becquerel pro Quadratzentimeter teilweise um das Fünffache. Eine Gefährdung von Bevölkerung und Personal bestand laut dem zuständigen Niedersächsischen Umweltministerium zu keiner Zeit, da der Transport in geschlossenen Transportcontainern stattfindet.
Im November 2008 führte man den elften Atommülltransport von La Hague nach Gorleben durch. Aufgrund der fehlenden Genehmigung der weiterentwickelten deutschen Bauart HAW28M wurde dieser Transport aus elf Behältern der französischen Bauart TN 85 gebildet.
Aufgrund der Genehmigungsprobleme für die neue Castor-Bauart HAW28M verschob die Bundesregierung den nächsten geplanten Castor-Transport von November 2009 auf November 2010.
Der zwölfte Transport bestand erstmals aus zehn Castor-Behältern der weiterentwickelten Bauart HAW28M, die am 29. Januar 2010 die Genehmigung vom Bundesamt für Strahlenschutz erhalten hatte, und einem Behälter des Typs TN 85. Dieser Transport fand zwischen dem 5. November und dem 9. November 2010 statt, gut eine Woche, nachdem der Bundestag am 28. Oktober 2010 die Laufzeitverlängerung deutscher Kernkraftwerke beschlossen hatte. Er wurde von starken Protesten begleitet und war der Transport, der bis dahin von La Hague bis zum Zwischenlager Gorleben die längste Zeit benötigte.
Der 13. Transport wurde am 23. November 2011 um ca. 16 Uhr in Valognes in Nordfrankreich gestartet. Er bestand aus elf Castor-Behältern des Typs Castor HAW28M. Erstmals kam es bereits bei der Verladung in Frankreich zu Auseinandersetzungen zwischen Demonstranten und der Polizei. Die Fahrzeit des Zuges betrug über fünf Tage und verlängerte sich aufgrund zahlreicher Behinderungsaktionen durch die Atomkraftgegner weitaus stärker als bei allen vorherigen Castor-Transporten. Dieser Transport war der letzte aus der Wiederaufbereitungsanlage La Hague nach Gorleben.

### Übersicht
| Nummer | Ursprung der Castor-Behälter                                        | Anzahl Behälter | Ankunft in Gorleben | Transportdauer     |
| ------ | ------------------------------------------------------------------- | --------------- | ------------------- | ------------------ |
| 1      | Kernkraftwerk Philippsburg                                          | 1               | 25. April 1995      |                    |
| 2      | Wiederaufarbeitungsanlage La Hague                                  | 1               | 8. Mai 1996         |                    |
| 3      | Kernkraftwerk Neckarwestheim, Kernkraftwerk Gundremmingen, La Hague | 3 1 2           | 5. März 1997        |                    |
| 4      | La Hague                                                            | 6               | 29. März 2001       | 3 Tage, 2 Stunden  |
| 5      | La Hague                                                            | 6               | 14. November 2001   | 2 Tage, 12 Stunden |
| 6      | La Hague                                                            | 12              | 14. November 2002   | 2 Tage, 13 Stunden |
| 7      | La Hague                                                            | 12              | 12. November 2003   | 2 Tage, 10 Stunden |
| 8      | La Hague                                                            | 12              | 9. November 2004    | 2 Tage, 12 Stunden |
| 9      | La Hague                                                            | 12              | 22. November 2005   | 2 Tage, 12 Stunden |
| 10     | La Hague                                                            | 12              | 13. November 2006   | 2 Tage, 10 Stunden |
| 11     | La Hague                                                            | 11              | 11. November 2008   | 3 Tage, 8 Stunden  |
| 12     | La Hague                                                            | 11              | 9. November 2010    | 3 Tage, 20 Stunden |
| 13     | La Hague                                                            | 11              | 28. November 2011   | 5 Tage, 6 Stunden  |

## Transporte in das Zwischenlager Nord, Greifswald

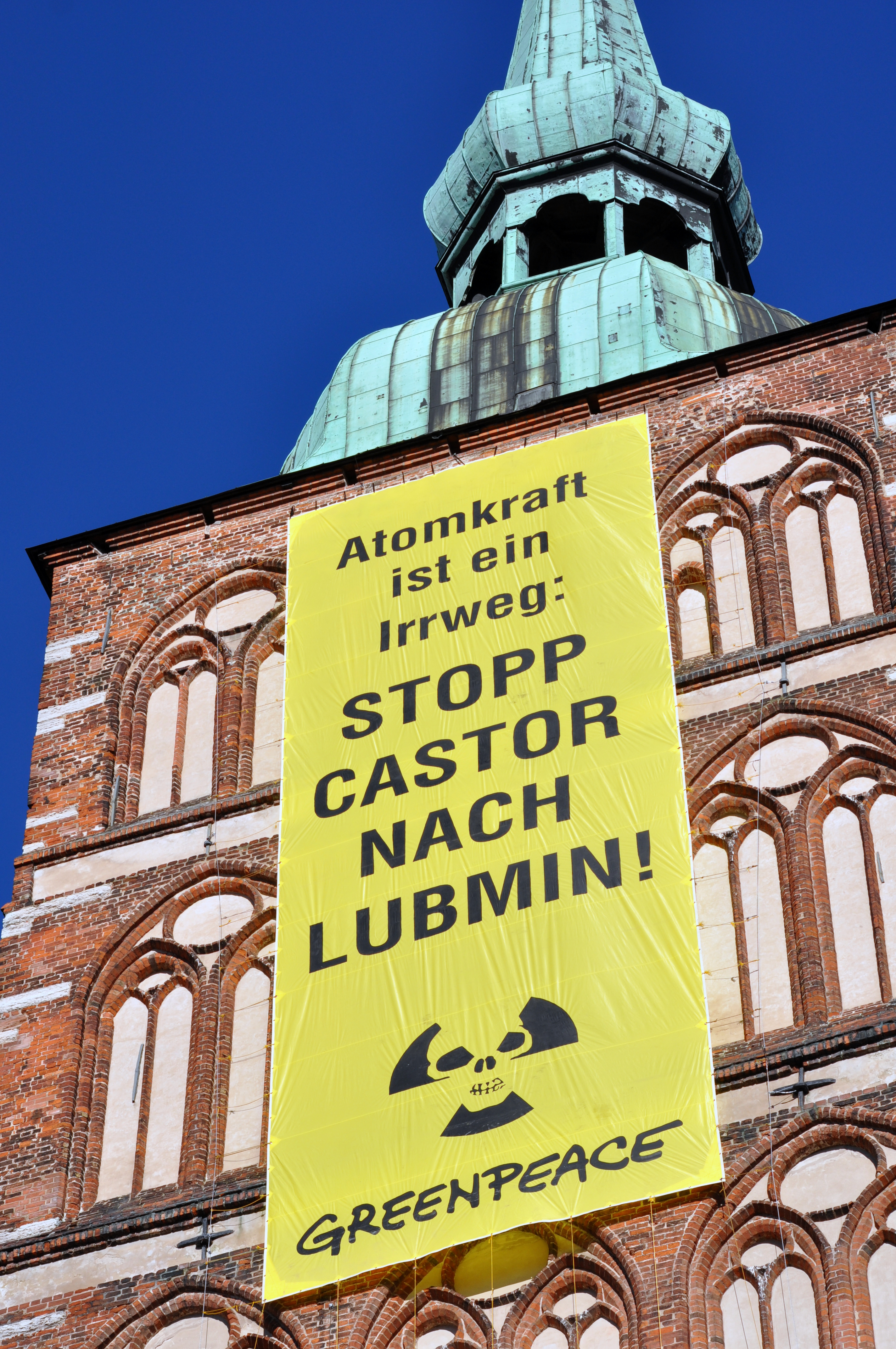
„Greenpeace“-Protest gegen die Transporte an der Nikolaikirche Stralsund (2011)

In das in Mecklenburg-Vorpommern bei Greifswald gelegene Zwischenlager Nord, das ursprünglich nur die radioaktiven Abfälle der stillgelegten Kernkraftwerke Greifswald-Lubmin und Rheinsberg aufnehmen sollte, wird seit Ende 2010 auch radioaktiver Abfall aus den alten Bundesländern eingelagert. Der erste Transportzug mit vier Castorbehältern aus dem südfranzösischen Kernforschungszentrum Cadarache, wo 2500 Brennstäbe aus einem stillgelegten Forschungsreaktor in Karlsruhe sowie aus dem ehemals atomgetriebenen Forschungsschiff Otto Hahn aufbewahrt wurden, startete am 14. Dezember 2010 und erreichte Lubmin am 16. Dezember 2010. Der zweite Transport mit fünf Behältern, die 56 Tonnen Atommüll in Glaskokillen enthielten, hatte in der ehemaligen Wiederaufbereitungsanlage Karlsruhe am 17. Februar 2011 seinen Ausgangspunkt und erreichte sein Ziel nach 28 Stunden, wobei er unterwegs mehrfach blockiert wurde. Laut Innenminister Lorenz Caffier sind keine weiteren Atommülltransporte in das Zwischenlager Nord geplant.

## Transporte in das Zwischenlager Ahaus
1994 wurden 305 Castoren mit Kugel-Brennelementen aus dem THTR-300 nach Ahaus transportiert. 2005 wurden in drei Transporten 18 Behälter mit abgebrannten Brennelementen aus dem Rossendorfer Forschungsreaktor nach Ahaus gebracht.
Im November 2008 beschloss der Aufsichtsrat des Forschungszentrum Jülich FZJ, die bisher in Jülich eingelagerten Kugel-Brennelemente des AVR Jülich ins Zwischenlager Ahaus zu bringen. Dazu werden 152 Transporte mit Spezial-Lkw benötigt. Für den Transport bedarf es einer Transporterlaubnis des Bundesamtes für Strahlenschutz. Diese liegt bisher nicht vor. Eine Genehmigung für die Einlagerung liegt vor. Ein Antrag der Landesregierung von Nordrhein-Westfalen, darauf zu verzichten und stattdessen das Lager in Jülich sicherer zu machen, wurde abgelehnt.
Vor dem Atommülllager kommt es regelmäßig zu Protesten. Am 3. Dezember 2024 entschied das OVG Münster, dass die Aufbewahrungsgenehmigung rechtmäßig ist und wies eine Klage der Stadt Ahaus ab. Der Transport ist 2025 geplant.

## Weitere Transporte
| Nummer | Ursprung der Castor-Behälter       | Anzahl Behälter | Ziel der Behälter                          | Ankunft           | Transportdauer |
| ------ | ---------------------------------- | --------------- | ------------------------------------------ | ----------------- | -------------- |
| 1      | Kernkraftwerk Obrigheim            | 3               | Brennelemente-Zwischenlager Neckarwestheim | 28. Juni 2017     | 13 Stunden     |
| 2      | Kernkraftwerk Obrigheim            | 3               | Brennelemente-Zwischenlager Neckarwestheim | 6. September 2017 | 10,5 Stunden   |
| 3      | Kernkraftwerk Obrigheim            | 3               | Brennelemente-Zwischenlager Neckarwestheim | 11. Oktober 2017  | 11 Stunden     |
| 4      | Kernkraftwerk Obrigheim            | 3               | Brennelemente-Zwischenlager Neckarwestheim | 16. November 2017 | 11 Stunden     |
| 5      | Kernkraftwerk Obrigheim            | 3               | Brennelemente-Zwischenlager Neckarwestheim | 19. Dezember 2017 | 13 Stunden     |
| 6      | Sellafield                         | 6               | Brennelemente-Zwischenlager Biblis         | 4. November 2020  | 14 Stunden     |
| 7      | Wiederaufarbeitungsanlage La Hague | 4               | Brennelemente-Zwischenlager Philippsburg   | 20. November 2024 | 25 Stunden     |
| 8      | Sellafield                         | 7               | Brennelemente-Zwischenlager Isar           | 3. April 2025     | 21,5 Stunden   |

Der für Anfang April 2020 geplante erste der drei Castor-Rücktransporte von Sellafield zum Zwischenlager Biblis wurde aufgrund der COVID-19-Pandemie in Deutschland zunächst abgesagt, um Infektionen unter den 6000 zum Schutz des Transports notwendigen Polizisten zu vermeiden, und schließlich Anfang November 2020 durchgeführt.
Für die Genehmigung des Transports von vier Castor-Behältern mit verglasten hochradioaktiven Abfällen aus der Wiederaufarbeitungsanlage im französischen La Hague in das Zwischenlager Philippsburg durch das Bundesamt für die Sicherheit der nuklearen Entsorgung musste nachgewiesen werden, dass in zwei Metern Abstand von den Transportfahrzeugen die gesetzliche Ortsdosisleistung (ODL) von 100 Mikrosievert pro Stunde (µSv/h) nicht überschritten wird. Die ODL wurde 2024 in der Nähe der Behälter und in zunehmender Entfernung an verschiedenen Messpunkten erfasst. Die Messungen führte der französische Betreiber der Wiederaufarbeitungsanlage durch; ein unabhängiger Sachverständiger überwachte die Werte im Auftrag des deutschen Eisenbahnbundesamtes. Die höchsten gemessenen Werte zeigten, dass die ODL in zwei Metern Abstand mit 63 µSv/h deutlich unter dem Grenzwert blieb. In größerer Entfernung nahm die ODL signifikant ab: in fünf Metern betrug sie durchschnittlich 7,8 µSv/h und in 20 Metern etwa 2 µSv/h, was vergleichbar mit der Strahlung in rund 8.000 Metern Flughöhe ist. Die Strahlenbelastung, die eine Person in der Nähe der Behälter aufnimmt, hängt von der ODL und der Verweildauer ab. Um den Jahresgrenzwert für die Bevölkerung von 1 Millisievert (mSv) zu erreichen, müsste sich eine Person fast sechs Stunden unmittelbar an der Fahrzeugaußenfläche aufhalten. Für den höheren Grenzwert von 20 mSv, der für beruflich exponierte Personen gilt, wäre an derselben Stelle eine Verweildauer von etwa 119 Stunden erforderlich.
Am 26. März 2025 legte ein Schiff mit insgesamt sieben für das Brennelemente-Zwischenlager Isar vorgesehenen Behältern in Barrow-in-Furness ab und erreichte am 1. April den Hafen in Nordenham. Dort wurden die Behälter zum Weitertransport auf Eisenbahnwagen verladen und zum Zwischenlager gefahren, wo sie am 3. April ankamen.

## Transporte nach Frankreich
Am 4. Februar 1997 entgleiste ein Zug mit abgebrannten Brennelementen aus dem Kernkraftwerk Emsland im französischen Grenzort Apach.

## Geplante Transporte
Sieben Castorbehälter sollen in den nächsten Jahren noch aus Sellafield zum Brennelemente-Zwischenlager Brokdorf transportiert werden. Außerdem sollen 30 leere, innen kontaminierte Transportbehälter aus Frankreich nach Ahaus gebracht werden. 2019 war ein Transport von Garching nach Ahaus geplant. Zudem sind Transporte von 152 CASTORen aus Jülich nach Ahaus geplant.